# توم بيرنت
توم بيرنت (بالإنجليزية: Tom Burnett) هو شخصية أعمال أمريكي، ولد في 29 مايو 1963 في بلومنغتون في الولايات المتحدة، وتوفي في 11 سبتمبر 2001 في Stonycreek Township, Somerset County, Pennsylvania ‏ في الولايات المتحدة.